# Rebecq
Rebecq (vallonska Ribek, nederländska Roosbeek) är en kommun i provinsen Vallonska Brabant i fransktalande Vallonien i Belgien. Kommunen består av de fyra ortsdelarna Bierghes, Quenast, Rebecq-Rognon och Saintes-Wisbecq. De angränsande kommunerna är Tubize i Vallonska Brabant, Pepingen i Flamländska Brabant samt Braine-le-Comte och Enghien i Hainaut.